# Španělská ženská házenkářská reprezentace
Španělská házenkářská reprezentace žen reprezentuje Španělsko na mezinárodních házenkářských akcích, jako je mistrovství světa nebo mistrovství Evropy.

## Mistrovství světa
| Rok/pořádající země             | Účast                                 |
| ------------------------------- | ------------------------------------- |
| MS 1957 Jugoslávie              | Ne                                    |
| MS 1962 Rumunsko                | Ne                                    |
| MS 1965 Německo                 | Ne                                    |
| MS 1968 SSSR                    | Zrušeno kvůli sovětské invazi do ČSSR |
| MS 1971 Nizozemsko              | Ne                                    |
| MS 1973 Jugoslávie              | Ne                                    |
| MS 1975 SSSR                    | Ne                                    |
| MS 1978 ČSSR                    | Ne                                    |
| MS 1982 Maďarsko                | Ne                                    |
| MS 1986 Nizozemsko              | Ne                                    |
| MS 1990 Korea                   | Ne                                    |
| MS 1993 Norsko                  | 15. místo                             |
| MS 1995 Rakousko, Maďarsko      | Ne                                    |
| MS 1997 Německo                 | Ne                                    |
| MS 1999 Norsko, Dánsko          | Ne                                    |
| MS 2001 Itálie                  | 10. místo                             |
| MS 2003 Chorvatsko              | 5. místo                              |
| MS 2005 Rusko                   | Ne                                    |
| MS 2007 Francie                 | 10. místo                             |
| MS 2009 Čína                    | 4. místo                              |
| MS 2011 Brazílie                | Bronzová medaile                      |
| MS 2013 Srbsko                  | 9. místo                              |
| MS 2015 Dánsko                  | 12. místo                             |
| MS 2017 Německo                 | 11. místo                             |
| MS 2019 Japonsko                | Stříbrná medaile                      |
| MS 2021 Španělsko               | 4. místo                              |
| MS 2023 Dánsko, Norsko, Švédsko | 13. místo                             |
| Celkem                          | Účast – 12× · – 0× · – 1× · – 1×      |

## Mistrovství Evropy
| Rok/pořádající země                              | Účast                            |
| ------------------------------------------------ | -------------------------------- |
| ME 1994 Německo                                  | Ne                               |
| ME 1996 Dánsko                                   | Ne                               |
| ME 1998 Nizozemsko                               | 12. místo                        |
| ME 2000 Rumunsko                                 | Ne                               |
| ME 2002 Dánsko                                   | 13. místo                        |
| ME 2004 Maďarsko                                 | 8. místo                         |
| ME 2006 Švédsko                                  | 9. místo                         |
| ME 2008 Makedonie                                | Stříbrná medaile                 |
| ME 2010 Dánsko, Norsko                           | 11. místo                        |
| ME 2012 Srbsko                                   | 11. místo                        |
| ME 2014 Chorvatsko, Maďarsko                     | Stříbrná medaile                 |
| ME 2016 Švédsko                                  | 11. místo                        |
| ME 2018 Francie                                  | 12. místo                        |
| ME 2020 Dánsko                                   | 9. místo                         |
| ME 2022 Černá Hora, Severní Makedonie, Slovinsko | 9. místo                         |
| Celkem                                           | Účast – 11× · – 0× · – 2× · – 0× |

## Olympijské hry
| Rok/pořádající země     | Účast                           |
| ----------------------- | ------------------------------- |
| LOH 1976 Montreal       | Ne                              |
| LOH 1980 Moskva         | Ne                              |
| LOH 1984 Los Angeles    | Ne                              |
| LOH 1988 Soul           | Ne                              |
| LOH 1992 Barcelona      | 7. místo                        |
| LOH 1996 Atlanta        | Ne                              |
| LOH 2000 Sydney         | Ne                              |
| LOH 2004 Athény         | 6. místo                        |
| LOH 2008 Peking         | Ne                              |
| LOH 2012 Londýn         | Bronzová medaile                |
| LOH 2016 Rio de Janeiro | 6. místo                        |
| LOH 2020 Tokio          | 9. místo                        |
| Celkem                  | Účast – 5× · – 0× · – 0× · – 1× |